# Stefan Babović
Stefan Babović (serbisch-kyrillisch Стефан Бабовић; * 7. Januar 1987 in Ivangrad, Jugoslawien bzw. Montenegro) ist ein serbischer Fußballspieler montenegrinischer Herkunft.
Stefan Babović gab im November 2007 im EM-Qualifikationsspiel sein Länderspieldebüt für Serbien gegen die Kasachische Nationalmannschaft.